# Biatora vacciniicola
Biatora vacciniicola (Tønsberg) Printzen, es una especie de liquen crustáceo de la familia Ramalinaceae que vive principalmente en la superficie de la corteza de árboles (corticícola). Esta especie presenta un color gris a verde oliva en su superficie, amarillo terroso en el epitecio y blanco a amarillo terroso en el hipotecio. Por lo general Biatora vacciniicola presenta soredios en su superficie que realizan la reproducción vegetativa; la reproducción asexual tiene lugar solo por parte del micobionte mediante ascosporas oblongas uniseptadas de entre 7 y 14 micras de diámetro generadas en conidios. En esta especie aparece como metabolito secundario de la simbiosis la considerada como sustancia liquénica ácido girofórico.

## Sinonimia
- Lecidea vacciniicola Tønsberg Basónimo